# 2019年歐洲議會選舉 (法國)
2019年歐洲議會選舉在法國舉行於2019年5月26日（部分海外屬地和僑民則是5月25日），選出第九屆法國在歐洲議會的代表，其中部分選舉舉行在歐盟境外。本次選舉有兩個重要改變：法國境內不再劃分選區，回歸單一國家選區；另外由於英國脫歐的選制改革，法國議席分配將從74席提升到79席。官方統計，79名議員被認定當選，其中包含5位虛擬議員，待英國正式脫離歐盟後才能宣誓就職。本次選舉共有34個選舉名單參與競選（1個選舉名單可能包含多個政黨聯合競選），創法國一級選舉的歷史紀錄。
這是法國總統馬克宏在2017年法國總統選舉就任後首次全國性選舉，然而他的第一次主要測試就面臨民意低迷的考驗。其所屬政黨由纳塔莉·卢瓦索領導，列出「文藝復興」的名單，除共和國前進！外，還聯合民主運動、Agir和激進運動等多個政黨參與競選，最終獲得22.42%的得票率，僅次於年僅23歲的若尔丹·巴尔代拉所領導國民聯盟的23.34%的選票，國民聯盟得票率略低於2014年，但得票數仍有成長。
投票率高於50%，是1994年以來最高紀錄。在亚尼克·雅多的帶領下，歐洲生態—綠黨以13.48%的得票率，驚奇的拿下第三，雖然少於其前身歐洲生態於2009年的表現。與此同時，33歲的天主教哲學家弗朗索瓦-格扎维埃·贝拉米領導的共和黨得到了史上最糟的結果，只有8.48%的選票與12個議席；同樣令人失望的還有梅朗雄所領導的不屈法國，得票率6.31%；至於領導社會黨的Raphaël Glucksmann與Place Publique、New Deal等政黨合作，僅得6.19%選票。其他政黨則因未通過5%的當選門檻而全軍覆沒。（但是高於3%的政黨可獲得選舉補助）

## 背景

### 選舉制度
從2004年的選舉開始，為了歐洲議會選舉的目的，法國被分為八個大的選舉區，成員通過比例代表選舉產生。選舉制度在2019年選舉之前發生了變化，法國政治階層廣泛支持恢復全國選舉。 11月29日，總理 愛德華·菲利普宣布，各方協商除了共和黨人支持的返回國家清單，並確認了政府的意圖準備一項法案，以改變投票制度。為此於2018年1月3日正式啟動修法，保留5％的代表門檻和3％的運動費用報銷。還考慮了英國退出歐洲聯盟後出現跨國名單的可能性。（因為在英國脫歐前提下，將多出的五個席位分配也很困難）實際上，恢復國家名單有利於較小的政黨，這些政黨以前在大型地方選區制度中處於不利地位，而較大的政黨則會贏得較少的席位。
建立單一國家選區的法案經國民議會於2018年2月20日投票表決通過，參議院於2018年5月23日正式通過該法案，該議案於6月25日頒布後頒布，由憲法委員會確認。

### 其他
在2018年9月23日，全國代表大會的法國鄉村市長協會（協會DES maires ruraux法國，或AMRF）宣布，他們將拒絕選舉結果直接發送到國家在選舉夜表達他們對政府對農村政策缺乏關注的不滿。
繼4月15日巴黎圣母院大火之後，幾個政黨暫停了他們的歐洲選舉運動。

## 選舉結果
2019年5月4日，由內政部確認的33份官方選舉名單的名稱已在法國共和國法庭上公佈，其名單的產生以抽籤方式確定。
下圖的上的空心圓圈為英國脫歐後補上。
對歐洲生態學（European Ecology）的2019年結果進行比較，其2014年綜合得分為8.95％，獨立生態聯盟（AEI）的得分為1.12％，Régionset Peuples Solidaires（R＆PS）的得分為0.34％（佔總數的10.41％）；進入社會黨（PS）普通名單，其中包括Place Publique和New Deal，得分分別為13.98％和New Deal的得分為2.90％（總得分為16.88％）；將民主與獨立聯盟（UDI）的得分與他 在2014年《另類》中的席位數量進行比較；對於法國共產黨（PCF），他在左前選舉聯盟（包括海外聯盟）中的席位數量。
| 2019年歐洲議會選舉結果 (法國) | 2019年歐洲議會選舉結果 (法國) | 2019年歐洲議會選舉結果 (法國) | 2019年歐洲議會選舉結果 (法國) | 2019年歐洲議會選舉結果 (法國) | 2019年歐洲議會選舉結果 (法國) | 2019年歐洲議會選舉結果 (法國) | 2019年歐洲議會選舉結果 (法國) | 2019年歐洲議會選舉結果 (法國) | 2019年歐洲議會選舉結果 (法國) |
| ----------------------------- | ----------------------------- | ----------------------------- | ----------------------------- | ----------------------------- | ----------------------------- | ----------------------------- | ----------------------------- | ----------------------------- | ----------------------------- |
|                               |                               |                               |                               |                               |                               |                               |                               |                               |                               |
| 政黨                          | 政黨                          | 聯盟                          | 聯盟                          | 投票                          | 投票                          | 投票                          | 議席（74、79）                | 議席（74、79）                | 議席（74、79）                |
| 政黨                          | 政黨                          | 聯盟                          | 聯盟                          | 得票數                        | 得票率                        | 增減                          | 席次                          | 增減                          | 席次率                        |
|                               | 國民聯盟                      |                               | 民族和自由欧洲                | 5,286,939                     | 23.34%                        | ▼1.52%                        | 22、23                        | ▼1                            | 29.11%                        |
|                               | 共和國前進                    |                               | 歐洲自由民主聯盟              | 5,079,015                     | 22.42%                        | 新政黨                        | 21、23                        | ▲23                           | 29.11%                        |
|                               | 歐洲生態—綠黨                 |                               | 綠黨/歐洲自由聯盟             | 3,055,023                     | 13.48%                        | ▲3.08%                        | 12、13                        | ▲7                            | 16.46%                        |
|                               | 共和黨                        |                               | 歐洲人民黨                    | 1,920,407                     | 8.48%                         | ▼12.33%                       | 8                             | ▼12                           | 10.13%                        |
|                               | 不屈法國                      |                               | 歐洲聯合左翼/北歐綠色左翼     | 1,428,548                     | 6.31%                         | 新政黨                        | 6                             | ▲6                            | 7.59%                         |
|                               | 社會黨                        |                               | 社会主义者和民主人士进步联盟  | 1,403,170                     | 6.19%                         | ▼10.69%                       | 5、6                          | ▼7                            | 7.59%                         |

## 結果分析
法國歐洲議會選舉的結果也因其對即將到來的2020年市政選舉的潛在影響而受到關注。該次選舉的最前兩黨都在日後的2020年市政選舉中失去了很多席位。